# Coll dels Bardissars

El Coll dels Bardissars, respecte de Granera

El Coll dels Bardissars, que cal no confondre amb el veí Coll de Bardissars, és una collada situada a 915,2 m d'altitud, a cavall dels termes municipals de Granera, al Moianès, i Gallifa, de la comarca del Vallès Occidental.
Està situat a l'extrem sud-oriental del terme municipal, a prop del límit amb Gallifa i Sant Quirze Safaja. És en el vessant nord-oest del Serrat de les Pedres, a prop i a ponent del Coll de Pruna.